# Заманлы
Заманлы (азерб. Zamanlı) — село в Кедабекском районе Азербайджана. Входит в Морморский муниципалитет (1129 человек). Получило известность в связи с пленением в 2010 году Манвела Сарибекяна.

## География
Расположено на высоте 1532 м, близ границы с Арменией.

## Население
На начало 1933 года Заманлы являлся центром одноимённого сельсовета Рустам-Алиевского района Азербайджанской ССР, в который также входили сёла Арабачы, Чучанлы, Дортлар, Фарзалы, Исалы, Мормор, Касымагалы. Численность населения составляла 479 человек (64 хозяйства, 164 мужчины, 315 женщин). Население всего сельсовета обозначалось тюрками (азербайджанцами).

## Инцидент с Манвелом Сарибекяном
11 сентября 2010 года азербайджанскими вооруженными силами был пленён Манвел Сарибекян.